# Ethnikos Omilos Filathlōn Peiraiōs Falīrou
L'Ethnikos Omilos Filathlōn Peiraiōs Falīrou, in italiano Ethnikos Pireo (in greco: Εθνικός Όμιλος Φιλάθλων Πειραιώς Φαλήρου) è una società calcistica greca con sede nella città del Pireo. Milita attualmente nella terza divisione del campionato greco di calcio.
La squadra gioca in terza divisione in questa stagione (2021-22).
È una società polisportiva, difatti col nome Ethnikos Piraeus ci si riferisce anche alla pallavolo, alla pallanuoto e alla pallacanestro. Nella pallanuoto, Ethnikos ha vinto 38 campionati e 12 coppe. La squadra femminile ha vinto il trofeo LEN nel 2010

## Storia
Fondata nel 1923, divenne subito una tra le squadre più competitive, riuscendo a guadagnare il 2º posto nella stagione 1927-1928. Qualche anno dopo conquistò l'unico titolo ufficiale nazionale, la Coppa di Grecia. È il punto più alto della storia della società. Nella prima parte del Novecento fu una delle rivali di Olympiakos e Panathīnaïkos. Nel 1935 la squadra si qualificò per la finale del campionato insieme a Panathinaikos, Aris e Iraklis ma il campionato non terminò a causa del ritardo dell'Olympiakos e quindi l'Ethnikos non poté battersi per il campionato, nell'anno in cui poteva vincerlo. Nel 1956 la squadra arrivò seconda per la seconda volta, ma la stagione successiva la squadra era prima con 4 punti di vantaggio a 4 partite dalla fine però fu costretta a ritirarsi dal campionato. Questo perché l'Ethnikos aveva giocato delle amichevoli con alcuni giocatori ungheresi che avevano lasciato il loro paese per cercare asilo politico. L'Ethnikos aveva battuto rispettivamente l'Olympiacos (0-1) in trasferta e il Panathinaikos in casa (2-1). Se l'Ethnikos avesse ingaggiato i giocatori ungheresi (Puskas, Kocsis, Czibor) il che era un affare quasi concluso dal presidente dell'Ethnikos Dimitris Karellas, il calcio greco ed europeo avrebbe potuto essere molto diverso. Il POK (Panathinaikos, Olympiacos, AEK) era un'alleanza che esisteva dalla fine degli anni '20 al 1963 e aveva tutto il potere nel calcio greco. L'Ethnikos, che voleva salire di livello, fu duramente penalizzato e la squadra non si riprese mai più (tranne un 4º posto nel 1975 e alcune semifinali della Coppa di Grecia).

## Palmarès

### Competizioni nazionali
- Coppa di Grecia: 1

1932-1933
- Beta Ethniki: 1

1990-1991
- Gamma Ethniki: 1

2017-2018 (gruppo 6)

### Altri piazzamenti
- Campionato greco:

Secondo posto: 1927-1928, 1955-1956
Terzo posto: 1933-1934, 1938-1939
- Coppa di Grecia:

Semifinalista: 1938-1939, 1939-1940, 1949-1950, 1967-1968, 1968-1969, 1972-1973, 1988-1989
- Beta Ethniki:

Terzo posto: 1993-1994, 1996-1997
- Gamma Ethniki:

Secondo posto: 2005-2006 (gruppo 1)
Terzo posto: 2018-2019 (gruppo 5)
- Coppa dei Balcani per club:

Semifinalista: 1991-1992

## Statistiche
Aggiornata alla stagione 2021-2022

Dal 1927/1928
- Partecipazioni alla Alpha Ethniki/Super League Greece: 49
- Partecipazioni alla Football League: 10
- Partecipazioni alla Football League 2: 12
- Partecipazioni alla Delta Ethniki: 3
- Partecipazioni alla Campionato Regionale del Pireo: 2